# Giardino botanico alpino Bruno Peyronel
Il giardino botanico alpino Bruno Peyronel è una riserva naturale di circa 17000 m², che riveste un particolare interesse per la flora alpina. È situato in alta val Pellice, al colle Barant, nel comune di Bobbio Pellice, a 2290 m s.l.m..
Il giardino ha aperto nel 1991 con una dedica alla memoria del naturalista e botanico Bruno Peyronel (1919-1982).
Sulla sua superficie sono presenti oltre 300 specie di piante alpine autoctone, molte delle quali contrassegnate da singoli segni, in una gamma di ambienti di montagna che vanno dai vari tipi di pascolo alle zone umide attraverso aree pietrose, catene montuose e detriti. Le specie ospitate comprendono Carex sempervirens, Dryas octopetala, Festuca violacea e Salix herbacea.